# Commission nationale de sécurité publique
La Commission nationale de sécurité publique (国家公安委員会, Kokka Kōan Iinkai) est une commission japonaise qui dépend du bureau du Cabinet. Également connue sous sa dénomination anglo-saxonne National Public Safety Commission, elle a pour rôle de s'assurer du caractère démocratique et apolitique des missions menées par l'Agence nationale de la police.